# مقياس حيوي

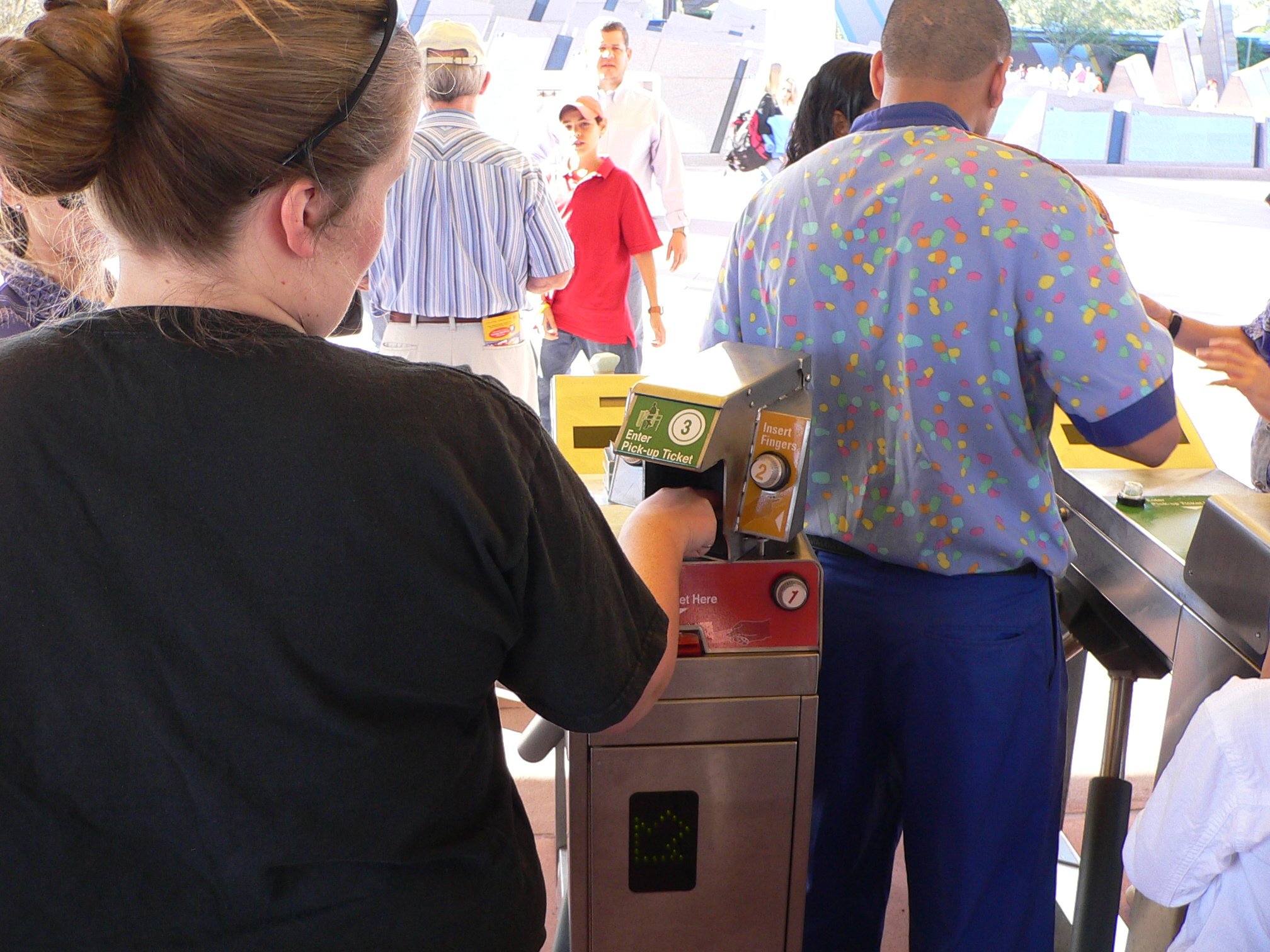

علم المقاييس الحيوية  أو علم الإحصاء الحيوي أو علم البيولوجيا الإحصائية هو علم تحقيق شخصية الإنسان عن طريق مكونات الأجسام البشرية لأنه يضم وسائل التعرف علي الهوية للأشخاص تلقائيا علي أساس الصفات الشكلية والفسيولوجية والتشريحية الخاصة بكل شخص. ويتصدر هذه الأدلة بصمات الأصابع وراحة الكف والأقدام بما لها من تفرد يشير إلى فردية كل إنسان ؛ويمكن لأجهزة الكمبيوتر عن طريق العلامات والنقاط المميزة مضاهاتها في ثوان. أيضا التعرف علي هويتك من خلال ملامح الوجه أو الصوت أو هندسة اليد أو حدقة العين نظرا لأن هذه الأعضاء تتميز بتفردها في كل شخص مثل بصمات اصابع اليد وراحة الكف والأقدام .
وكل أجهزة المقاييس الحيوية (Bio-metrics) تستخدم كل المبادئ العامة. وهذه المقاييس تعالج من خلال البرمجة والتشفير للسمات الفريدة لكل شخص وتخزن في قاعدة البيانات لمضاهاتها بملامح وسمات المشتبه فيهم. لهذا نجد أن نظم المعلومات في وسائل المقاييس الحيوية تعتبر وسيلة سريعة ودقيقة. ويمكن استخدام أكثر من وسيلة بها للتعرف علي هوية الشخص 100%. فعندما توجد جريمة فالعلم وراءها بالمرصاد للكشف عن كوامنها ومرتكبيها.

## استخدامات
المقاييس الحيوية هي الخصائص المميزة القابلة للقياس تستخدم لتسمية ووصف الأفراد.

## الخصائص الفسيولوجية
- بصمات الأصابع
- التعرف على الوجه
- الحمض النووي
- طباعة الكف
- هندسة اليد
- بصمة العين
- شبكية العين

## الخصائص السلوكية
- التعرف على الصوت
- التعرف على التوقيع
- إيقاع حركة اليد في استخدام لوحة المفاتيح.[8]

## الوسائل التي يشتمل عليها المقاييس الحيوية
- يشتمل على وسائل تقليدية لمراقبة دخول نظام التعرف عن طريق الرمز المميز، مثل رخصة القيادة أو جواز السفر.[9]
- تحديد قائمة نظام التعرف على شخص، مثل كلمة المرور أو رقم التعريف الشخصي .

## جهاز قراءة هندسة اليد
- أوتاد للسيطرة توضع عليها اليد
- مرآة زاوية على اليسار تعرض صورة عاكسة من ناحية جانب الكاميرا.
- كاميرا CCD تحت لوحة المفاتيح تأخذ صورة من الأعلى من جهة وصورة طبق الأصل.[10]